# Lista do Patrimônio Mundial na Dominica
A Organização das Nações Unidas para a Educação, a Ciência e a Cultura (UNESCO) propôs um plano de proteção aos bens culturais do mundo, através do Comité sobre a Proteção do Património Mundial Cultural e Natural, aprovado em 1972. Esta é uma lista do Patrimônio Mundial existente na Dominica, especificamente classificada pela UNESCO e elaborada de acordo com dez principais critérios cujos pontos são julgados por especialistas na área. A Dominica ratificou a convenção em 4 de abril de 1995, tornando seus locais históricos elegíveis para inclusão na lista.
O sítio Parque Nacional de Morne Trois Pitons foi o primeiro local da Dominica incluído na lista do Patrimônio Mundial da UNESCO por ocasião da 21.ª Sessão do Comitè do Património Mundial, realizada em Nápoles (Itália) em 1997. Desde a mais recente adesão à lista, este local permanece como a única inclusão da Dominica como Patrimônio da Humanidade, sendo este de classificação Natural. 

## Bens culturais e naturais
A Dominica conta atualmente com os seguintes lugares declarados como Patrimônio da Humanidade pela UNESCO:
| | Parque Nacional de Morne Trois Pitons |
| Bem natural inscrito em 1996. |                                       |
| Localização: Saint George |                                       |
| As exuberantes florestas tropicais e as formações vulcânicas deste parque nacional se concentram no Morne Trois Pitons, um vulcão de 1.342 metros de alta, conferem-lhe uma grande atração cênica e científica. Com encostas íngremes, vales estreitos, cinquenta fumarolas e fontes de água quente, três lagos de água doce, um "lago efervescente", cinco vulcões espalhados pelos 7.000 hectares do local e a biodiversidade mais rica do Pequenas Antilhas, o parque possui um conjunto excepcional de recursos naturais que o tornam um valioso patrimônio mundial. (UNESCO/BPI) |                                       |

## Lista Indicativa
Em adição aos sítios inscritos na Lista do Patrimônio Mundial, os Estados-membros podem manter uma lista de sítios que pretendam nomear para a Lista de Patrimônio Mundial, sendo somente aceitas as candidaturas de locais que já constarem desta lista. Desde 2015, a Dominica conta com 3 locais na sua Lista Indicativa.
| Sítio                                    | Imagem | Localização | Ano  | Dados UNESCO       | Descrição |
| ---------------------------------------- | ------ | ----------- | ---- | ------------------ | --- |
| Forte Shirley                            |        | Saint John  | 2015 | Cultural: (ii)(iv) | Forte Shirley faz parte do Parque Nacional de Cabrits, no norte da Dominica, e pode ser considerado o local histórico mais importante do país como palco da famosa revolta do 8º Regimento das Índias Ocidentais em 1802, quando soldados africanos escravizados assumiram a guarnição por três dias em protesto pelas condições de serviço. A ação resultou na libertação de todos os soldados cativos do Império Britânico em 1807.                          |
| Parque Nacional Morne Diablotin          |        | Saint Peter | 2015 | Natural: (vii)(x)  | O Parque Nacional Morne Diablotin, situado no noroeste da Dominica, é o terceiro parque nacional estabelecido na ilha. A região cobre uma área de 8.242 acres e foi criado a partir de 6.637 acres de terras que anteriormente faziam parte da Northern Forest Reserve, a Syndicate Parrot Preserve de 204 acres que foi adquirida em 1989 e duas antigas propriedades que estavam situadas na Reserva Florestal e totalizando aproximadamente 1.300 hectares. |
| Reserva Marinha de Soufrière-Scotts Head |        | Saint Mark  | 2015 | Natural: (vii)(x)  | A Reserva Marinha de Soufrière-Scotts Head está localizada na ponta sudoeste da ilha de Dominica. Toda a reserva abrange as cidades de Scott's Head e Soufrière até Anse Bateau, perto da vila de Pointe Michel. É a baía mais pitoresca da ilha pelas paisagens terrestres e submarinas, sendo dominada pela península de Cashacrou - que divide as águas calmas do Mar do Caribe das águas turbulentas do Atlântico.                                         |